# Dai Sentai Goggle V
Dai Sentai Goggle-V (大戦隊ゴーグルファイブ Dai Sentai Gōguru Faibu?, también llamado Dai Sentai Goggle Five) (traducido como Gran Escuadrón Goggle Five) es la sexta temporada de la franquicia tokusatsu Super Sentai Series, producida por Toei Company, y emitida en TV Asahi del 6 de febrero de 1982 al 29 de enero de 1983, constando de 50 episodios.

## Argumento
El Imperio de la Ciencia Oscura Deathdark lanza un plan para conquistar el mundo desde su castillo Destopia en Alemania. El Dr. Hideki Hongō, fundador del laboratorio Future Science, se salva de uno de sus ataques gracias al explorador Kenichi Akama. Utilizando sus Comboy, Hongō recluta a cinco personas, incluyendo a Akama, para formar el Dai Sentai-Google V, la única fuerza capaz de detener a Deathdark.

## Personajes

### Goggle-V
- Kenichi Akama (赤間健一 Akama Ken'ichi?)/Goggle Red (ゴーグルレッド Gōguru Reddo?): Un experimentado explorador y montañero, de 22 años. Al salvar al Dr. Hongo de los Madaramen de Deathdark, se dio cuenta del peligro en el que estaba el mundo. Su joya es el rubí, que simboliza la Atlántida. Su aparato de gimnasia rítmica es la cuerda.
- Kanpei Kuroda (黒田官平 Kuroda Kanpei?)/Goggle Black (ゴーグルブラック Gōguru Burakku?): Presidente del club de ajedrez en la universidad Tōto, tiene 26 años. Está especializado en estrategia. Normalmente es conserje en el Korakuen Stadium. Su joya es la esmeralda, que simboliza Asia, específicamente Angkor Wat. Su aparato de gimnasia rítmica son los clubs.
- Saburo Aoyama (青山三郎 Aoyama Saburō?)/Goggle Blue (ゴーグルブルー Gōguru Burū?): Un jugador de hockey y aspirante a inventor, de 20 años. Desarrolla una amistad con Kijima, y también se le dan bien los niños. Su joya es el zafiro, que simboliza Egipto. Su aparato de gimnasia rítmica es el aro.
- Futoshi Kijima (黄島太 Kijima Futoshi?)/Goggle Yellow (ゴーグルイエロー Gōguru Ierō?): Trabaja en un zoológico y es el miembro cómico del grupo. Es el mayor de todos, con 27 años. Su joya es el ópalo, que simboliza al continente perdido Mu. Su aparato de gimnasia rítmica es la pelota.
- Miki Momozono (桃園ミキ Momozono Miki?)/Goggle Pink (ゴーグルピンク Gōguru Pinku?): Una gimnasta que trabaja de anunciadora en el Korakuen Stadium. Es la más joven con 16 años, pero es muy madura para su edad. Su joya es el diamante, que simboliza a los Mayas y los Incas. Su aparato de gimnasia rítmica es la cinta.

### Aliados
- Dr. Hideki Hongō (本郷秀樹博士 Hongō Hideki Hakase?): Tiene 45 años. Es un doctor para el laboratorio Future Science y es el fundador de Goggle V.
- Sayuri Yamamoto (山本さゆり Yamamoto Sayuri?): Es una asistente del Dr. Hongō. Incluso después de que el doctor se vaya, se queda en el instituto para ayudar a Goggle V junto a Midori.
- Midori Wakagi (若木みどり Wakagi Midori?): Otra asistente del Dr. Hongō. Al igual que Sayuri, se queda tras la marcha del doctor para ayudar a Goggle V.
- Computer Boys & Girls (コンピューターボーイズ＆ガールズ Konpyūtā Bōizu ando Gāruzu?): Conocidos como  los Comboy. Cinco niños vestidos con mallas azules que forman el Junior Goggle V y dan apoyo al equipo real con la Comboyputer. Cada uno sigue a un miembro específico del equipo:
  - Tatsuya Ueda (上田達也 Ueda Tatsuya?): Asistente de Google Red
  - Makoto Takenaka (竹中　誠 Takenaka Makoto?): Asistente de Google Black
  - Haruo Shimada (島田春男 Shimada Haruo?): Asistente de Google Blue
  - Daisuke Ooyama (大山大助 Ōyama Daisuke?): Asistente de Google Yellow
  - Akane Aizawa (相沢あかね Aizawa Akane?): Asistente de Google Pink

### Arsenal
- Goggle Brace (ゴーグルブレス Gōguru Buresu?): El dispositivo de transformación de Goggle-V. Para transformarse pueden o bien llamar a su propio nombre de forma individual o bien el nombre del equipo todos juntos.
- Goggle Sabres (ゴーグルサーベル Gōguru Sāberu?): El arma básica de los Google-V, con forma de sable.
- Google Golden Spear (ゴーグルゴールデンスピア Gōguru Gōruden Supia?): Una lanza creada con el poder de las cinco gemas.
- Red Rope (レッドロープ Reddo Rōpu?): El arma personal de Google Red, con forma de cuerda de gimnasia.
- Black Clubs (ブラッククラブ Burakku Kurabu?): El arma personal de Google Black, con forma de mazas.
- Blue Ring (ブルーリング Burū Ringu?): El arma personal de Google Blue, con forma de aro.
- Yellow Ball (イエローボール Ierō Bōru?): El arma personal de Google Yellow, con forma de pelota.
- Pink Ribbon (ピンクリボン Pinku Ribon?): El arma personal de Google Pink, con forma de listón.
- Goggle Machine (ゴーグルマシーン Gōguru Mashīn?): La motocicleta de Google Red.
- Goggle Cougar (ゴーグルクーガー Gōguru Kūgā?): El vehículo de cuatro ruedas para los otros miembros del equipo.

### Mechas
- Goggle Robo (ゴーグルロボ Gōguru Robo?): Un robot gigante que se forma a partir de tres vehículos gigantes que se combinan cuando se da el comando "Go! Go! Change!"
  - Goggle Jet (ゴーグルジェット Gōguru Jetto?): El mecha de Goggle Red. Se guarda en el Goggle Container 1, con las alas plegadas. Forma la cabeza y el pecho de Goggle Robo. Al ser un jet, puede despegar incluso cuando Goggle Caesar aún está en el aire.
  - Goggle Tank (ゴーグルタンク Gōguru Tanku?): El mecha de Goggle Blue. Ataca con un lanzamisiles retráctil. Forma los brazos y la espalda de Goggle Robo.
  - Goggle Dump (ゴーグルダンプ Gōguru Danpu?): El mecha de Goggle Yellow. Tiene una cavidad rectangular en la espalda. Forma las piernas de Goggle Robo.
- Goggle Caesar (ゴーグルシーザー Gōguru Shīzā?): La fortaleza voladora que se lanza desde su refugio bajo el Kōrakuen Stadium, desde la que se lanzan tres transportadores numerados que contienen los componentes de Google Robo. La conducen Goggle Black y Goggle Pink para ayudar a Goggle Robo en batalla. Dispara misiles por la boca.
  - Goggle Container 1-3 (ゴーグルコンテナ Gōguru Kontena?): Tres módulos a control remoto que se guardan en Goggle Caesar. El 1 lleva el Goggle Jet, el 2 el Goggle Tank, y el 3 el Goggle Dump.

### Imperio de la Ciencia Oscura Deathdark
Desde la época en que se descubrió el hierro en la antigua Turquía, existe el Imperio de la Ciencia Oscura Deathdark (暗黒科学帝国デスダーク Ankoku Kagaku Teikoku Desudāku?) para empujar al mundo a las tinieblas. Unidos por Führer Taboo, están asentados en el Castillo Gigante Oscuro de Destopia (暗黒巨大城デストピア Ankoku Kyodaijō Desutopia?), que envía desde sus puertas robots gigantes. Normalmente se oculta bajo el agua, pero puede volar. Cuando vuela, sus propulsores de alta potencia provocan un caos destructivo debajo.
- Führer Taboo (総統タブー Sōtō Tabū?): Un "super general" de un solo ojo producto de ingeniería genética que se esconde detrás de una pared translúcida. Carece de piedad y misericordia y busca reformar la Tierra a su imagen.
- General Desgiller (デスギラー将軍 Desugirā Shōgun?): Un comandante de campo, espadachín, vestido de negro. Tiene una rivalidad con Goggle Red y es un aliado estrecho con Mazurka.
- Mazurka (マズルカ Mazuruka?): La primera comandante de campo femenina que aparece. Está armada con la espada oscura del trueno negro. Sirve fielmente a Deathdark y con extrema fiereza contra quienes se oponen a ellos.
- Gran Mariscal Desmark (デスマルク大元帥 Desumaruku Dai Gensui?): Un comandante con aspecto de faraón a quien resucitó Taboo.
- Bella y Beth (べラ&べス Bera to Besu?): Dos guerreras sin rostro vestidas de púrpura y azul que pueden adoptar formas humanas. Son dos gemelas siervas de Desmark.
- Dra. Zazoriya (ザゾリヤ博士 Zazoriya Hakase?): Una científica de Deathdark vestida de mujer escorpión que fabrica robots de estilo mecha. Ocasionalmente rivaliza con el Doctor Iguana.
- Dr. Iguana (イガアナ博士 Igaana Hakase?): Un científico de Deathdark vestido de hombre iguana que construye robots de estilo bestia.
- Deathdark-V (デスダークファイブ Desudāku Faibu?): La versión maligna de los Goggle V, antiguamente eran Madaramen. Son exactamente idénticos a los héroes, con la diferencia de que sus armas son de color gris oscuro.
- Madaramen (マダラマン Madaraman?): Unos soldados de campo androides, con mallas de color camuflaje.

## Episodios
1. La invasión de la ciencia oscura (暗黒科学の来襲 Ankoku Kagaku no Raishū?)
2. ¡Levantáos! los guerreros futuristas (起て！未来の戦士 Tate! Mirai no Senshi?)
3. Destopia ataca (デストピアを撃て Desutopia o Ute?)
4. Aumentando las minas de la tierra oscura (ムクムク暗黒地雷 Mukumuku Ankoku Jirai?)
5. El diablo es una leyenda al acecho (悪魔がひそむ昔話 Akuma ga Hisomu Mukashibanashi?)
6. El amor del villano boxeador (悪役レスラーの愛 Akuyaku Resurā no Ai?)
7. Papá se ha convertido en fantasma (幽霊になったパパ Yūrei ni Natta Papa?)
8. Apuntando a un hermoso profesor (狙われた美人博士 Nerawareta Bijin Hakase?)
9. El pueblo de los champiñones del infierno (地獄のキノコ村 Jigoku no Kinoko Mura?)
10. El secreto del extraño pomato (珍種ポマトの秘密 Chinshu Pomato no Himitsu?)
11. La aterradora estrategia Magma (恐怖のマグマ作戦 Kyōfu no Maguma Sakusen?)
12. La falsedad que viene de un infierno de arena (嘘から出た砂地獄 Uso Kara Deta Suna Jigoku?)
13. El gran motín del bagre subterraneo (大暴れ地底ナマズ Ōabare Chitei Namazu?)
14. ¡Es serio! El hundimiento de la Tierra (大変だ！地球沈没 Taihen Da! Chikyū Chinbotsu?)
15. El revivido y demoníaco comandante en jefe (甦る悪魔の大元帥 Yomigaeru Akuma no Daigensui?)
16. ¡Rojo! Llamada cercana (レッド！危機一髪 Reddo! Kikiippatsu?)
17. Las lágrimas del chico Kappa (カッパ少年の涙 Kappa Shōnen no Namida?)
18. El día en que los adultos desaparecieron (大人が消える日 Otona ga Kieru Hi?)
19. El secreto de la casa encantada (お化け屋敷の秘密 Obakeyashiki no Himitsu?)
20. El cactus de flores mortalmente venenosas (死の花毒サボテン Shi no Hana Doku Saboten?)
21. ¡Temed! Los peces se están fosilizando (恐怖！魚が化石に Kyōfu! Sakana ga Kaseki ni?)
22. ¡El ataque de las marionetas malditas! (呪い人形の攻撃！ Noroi Ningyō no Kōgeki!?)
23. El gran plan de la pompa de jabón (シャボン玉大作戦 Shabondama Dai Sakusen?)
24. Derrotad al enemigo invisible (見えない敵を倒せ Mienai Teki o Taose?)
25. El dinosaurio es el emisario del diablo (恐竜は悪魔の使者 Kyōryū wa Akuma no Shisha?)
26. ¡Negro! El gran revés (ブラック！大逆転 Burakku! Dai Gyakuten?)
27. ¡La jungla humana! (人間ジャングル！ Ningen Janguru!?)
28. Los Mozoos revividos de entre los muertos (甦った亡霊モズー Yomigaetta Bōrei Mozū?)
29. El temor del pueblo durmiente (眠りの街の恐怖 Nemuri no Machi no Kyōfu?)
30. La espada del demonio dorado de Inawashiro (猪苗代の黄金魔剣 Inawashiro no Ōgon Maken?)
31. ¡Azul! ¡Gran asalto!! (ブルー！大突撃! Burū! Dai Totsugeki!?)
32. Los sobrecogedores humanos sin huesos (ドキッ骨ぬき人間 Dokihhone-nuki Ningen?)
33. ¿¡La gran explosión de Caesar!? (シーザー大爆破？！ Shīzā Dai Bakuha?!?)
34. ¡Salió! El movimiento final dorado (出た！黄金必殺技 Deta! Ōgon Hissatsu-waza?)
35. El ataque de los humanos devoradores de hierro (鉄喰い人間の襲撃 Tetsu-kui Ningen no Shūgeki?)
36. ¡Sal disparado! ¡0,3 segundos! (決闘！0・3秒！ Kettō! Rei ten San byō!?)
37. Los ataques del misterioso bombardero (謎の爆撃機を撃て Nazo no Bakugekiki o Ute?)
38. ¡Ataque a la amistad! (友情のアタック！ Yūjō no Atakku!?)
39. El álbum caníbal del diablo (悪魔の人食い絵本 Akuma no Hitokui Ehon?)
40. La base secreta está en peligro (秘密基地が危ない Himitsu Kichi ga Abunai?)
41. La gran aventura de papá transformado (変身パパの大冒険 Henshin Papa no Daibōken?)
42. ¡Asesinato! La trampa del escorpión (暗殺！サソリの罠 Ansatsu! Sasori no Wana?)
43. ¡Luchad hasta la muerte! La lucha oval (死闘！小判争奪戦 Shitō! Koban Sōdatsusen?)
44. ¡Oh! La comida está en la arena (あ！食べ物が砂に A! Tabemono ga Suna ni?)
45. ¡Dos negros!! (二人のブラック！ Futari no Burakku!?)
46. La llegada de la super energía (超エネルギー出現 Chō Enerugī Shutsugen?)
47. Este es el arma definitiva (これが最終兵器だ Kore ga Saishū Heiki Da?)
48. El último día de la base secreta (秘密基地最後の日 Himitsu Kichi Saigo no Hi?)
49. ¡Shōgun! El desafío final (将軍！最後の挑戦 Shōgun! Saigo no Chōsen?)
50. ¡Adelante! Hacia el brillante futuro (進め！輝く未来へ Susume! Kagayaku Mirai e?)

### Película
- Dai Sentai Goggle-V (大戦隊ゴーグルファイブ Dai Sentai Gōguru Faibu?): Estrenada 13 de marzo de 1982.

## Reparto
- Ken'ichi Akama: Ryōji Akagi
- Kanpei Kuroda: Jyunichi Haruta
- Saburo Aoyama: Shigeki Ishii
- Futoshi Kijima: Sanpei Godai
- Miki Momozono: Megumi Ōgawa
- Dr. Hideki Hongō: Noboru Nakaya
- Sayuri Yamamoto: Chieko Hosoya
- Midori Wakagi: Itsuko Kobayashi
- Tatsuya Ueda: Hidenori Iura
- Makoto Takenaka: Minoru Takeuchi
- Haruo Shimada: Kazuhiko Ohara
- Daisuke Oyama: Mizuno Tomonori
- Akane Aizawa: Hanae Sugimoto
- Führer Taboo: Eisuke Yoda
- General Desgiller: Toshimichi Takahashi
- Mazurka: Mayumi Yoshida[Notas 1]
- Gran Mariscal Desmark: Yōsuke Naka
- Bella: Mariko Ōki (episodios 15-27), Noriko Nakanishi (episodios 28-50)
- Beth: Kumiko Shinhō
- Dra. Zazoriya: Kumiko Nishiguchi
- Dr. Iguana: Eiichi Kikuchi
- Narrador: Tōru Ōhira

## Emisiones internacionales
- En Filipinas, Goggle V se emitió en RPN-9 en 1998 y en ABS-CBN 2 en 1987.
- En Corea del Sur se emitió en 1983, traducido simplemente como "Goggle Five" bajo un horario de los viernes en la noche para adolescentes y adultos.
- En Italia, la serie se emitió a mediados de los ochenta, y se volvió a emitir durante el boom en el país de Power Rangers.
- En Brasil, la serie se emitió en Rede Bandeirantes, Rede Record y TV Guaiba, como Google Five - Os guerreiros do espaço, a partir de la versión italiana, a principios de los noventa, tras el éxito de Dengeki Sentai Changeman y Chōshinsei Flashman la década anterior. Sin embargo, no alcanzó los mismos niveles de popularidad que aquellas en su momento.
- Esta temporada de Super Sentai fue muy popular en Indonesia a mediados de los ochenta. Estuvo disponible para alquiler en VHS y Betamax durante esa época. Goggle V fue tan popular que se convirtió en el único Super Sentai que tuvo un espectáculo en directo en Yakarta.[2]
- Goggle V fue el tercer Super Sentai que se emitió en Tailandia, y el primero en MCOT Channel 9.

## Temas musicales

### Tema de apertura
- Dai Sentai Goggle-V (大戦隊ゴーグルV Dai Sentai Gōguru Faibu?)
  - Letra: Koike Kazuo
  - Música y arreglos: Michiaki Watanabe
  - Intérpretes: MoJo, Koorogi '73 y The Chirps

### Tema de cierre
- Stop the Battle (ストップ・ザ・バトル Sutoppu Za Batoru?, Detengan la batalla)
  - Letra: Koike Kazuo
  - Música y arreglos: Michiaki Watanabe
  - Intérprete: MoJo, Koorogi '73 y The Chirps